# Día de la Independencia afgana

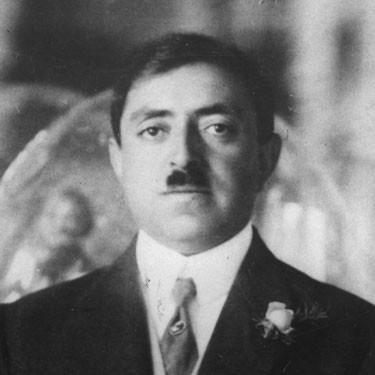
Amanulá Khan, entonces emir afgano que proclamó la independencia

El Día de la Independencia de Afganistán se celebra como un día festivo nacional en Afganistán el 19 de agosto para conmemorar el Tratado anglo-afgano de 1919 y la renuncia al estatus de protectorado británico. El tratado otorgó una relación completamente neutral entre el Emirato de Afganistán y Gran Bretaña. Afganistán se había convertido en un protectorado británico después de que se firmara el Tratado de Gandamak (1879) en la segunda guerra anglo-afgana.

## Antecedentes
La primera guerra anglo-afgana (1839-1842) llevó a la fuerza británica a tomar y ocupar Kabul. Después de esto, debido a errores estratégicos por parte de William George Keith Elphinstone, la fuerza británica fue aniquilada por las fuerzas afganas bajo el mando de Wazir Akbar Khan en algún lugar de la Carretera Kabul-Jalalabad, cerca de la ciudad de Jalalabad. Después de esta derrota, las fuerzas británicas-indias regresaron a Afganistán en una misión especial para rescatar a sus Prisioneros de guerra  y luego se retiraron hasta volver a iniciar la segunda guerra anglo-afgana.
La segunda guerra anglo-afgana (1878–80) primero condujo a una derrota británica en la Maiwand seguida de su victoria en la Batalla de Kandahar, que condujo a Abdur Rahman Khan convirtiéndose en el nuevo emir y el comienzo de relaciones amistosas británico-afganas. A los británicos se les dio el control de los asuntos exteriores de Afganistán a cambio de protección contra los Rusos y los Persas. La tercera guerra anglo-afgana en 1919 llevó a los británicos a ceder el control de los asuntos exteriores de Afganistán finalmente en 1921.

## Homenajes

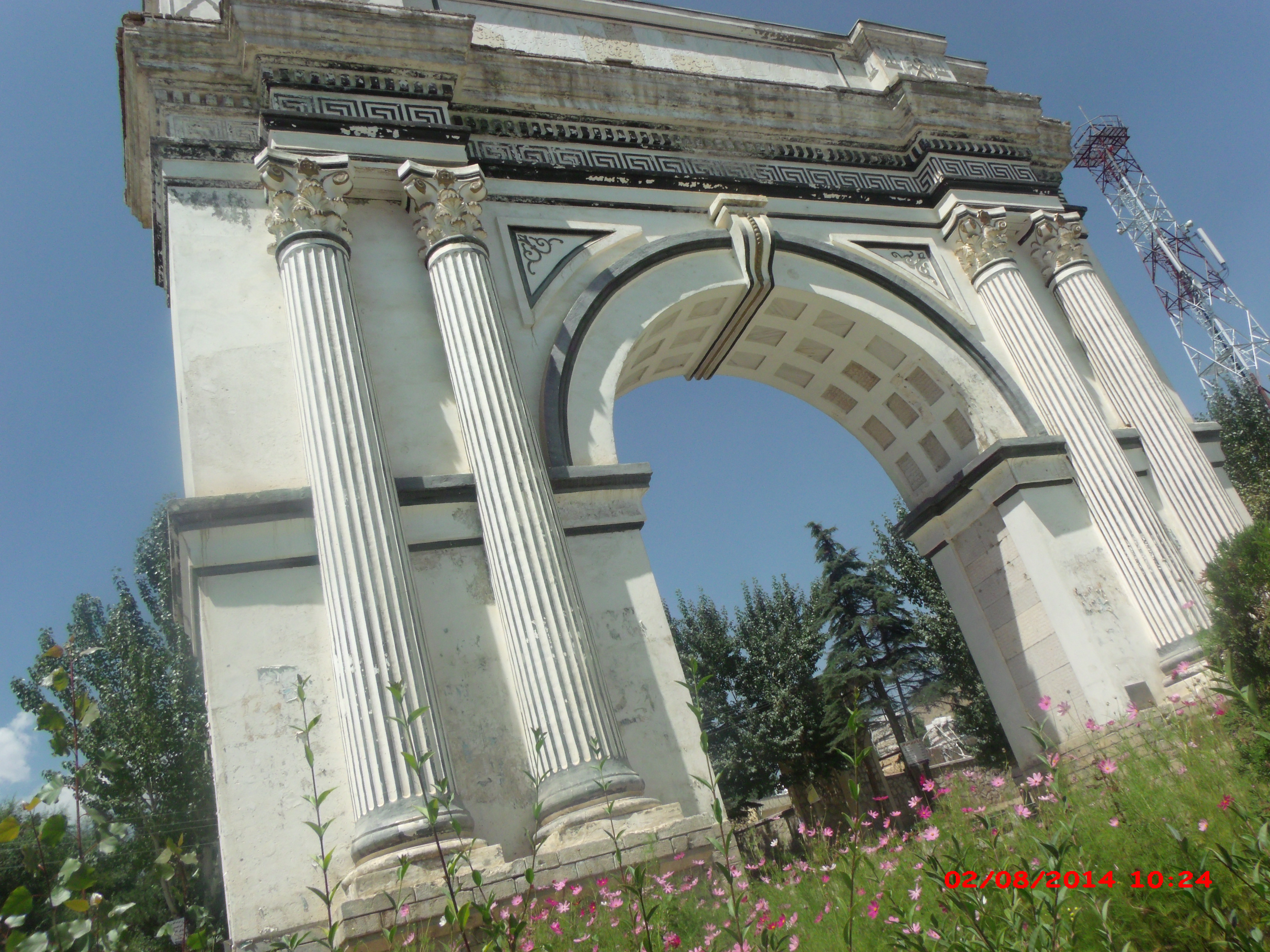
El arco de la victoria de Paghman, que conmemora la guerra contra el Reino Unido

- El Taq-e Zafar fue construido en Paghman para conmemorar la independencia en 1928.
- En el aniversario del centenario en 2019, algunos hitos internacionales izaron la Bandera afgana tricolor, incluido el edificio más alto del mundo Burj Khalifa en Dubái.[6] El día también coincidió con la finalización de la renovación del Palacio Darul Aman en Kabul, donde se llevaron a cabo las celebraciones oficiales.

## Disturbios
- El 15 de agosto de 2021, los talibanes capturaron Kabul y reinstalaron el Emirato Islámico de Afganistán.[7] Durante las manifestaciones del Día de la Independencia de Afganistán en Jalalabad y otras ciudades los días 18 y 19 de agosto, los talibanes mataron a tres personas e hirieron a más de una docena por quitar las banderas de los talibanes y exhibir las banderas afganas tricolores.[8][9]

## Galería

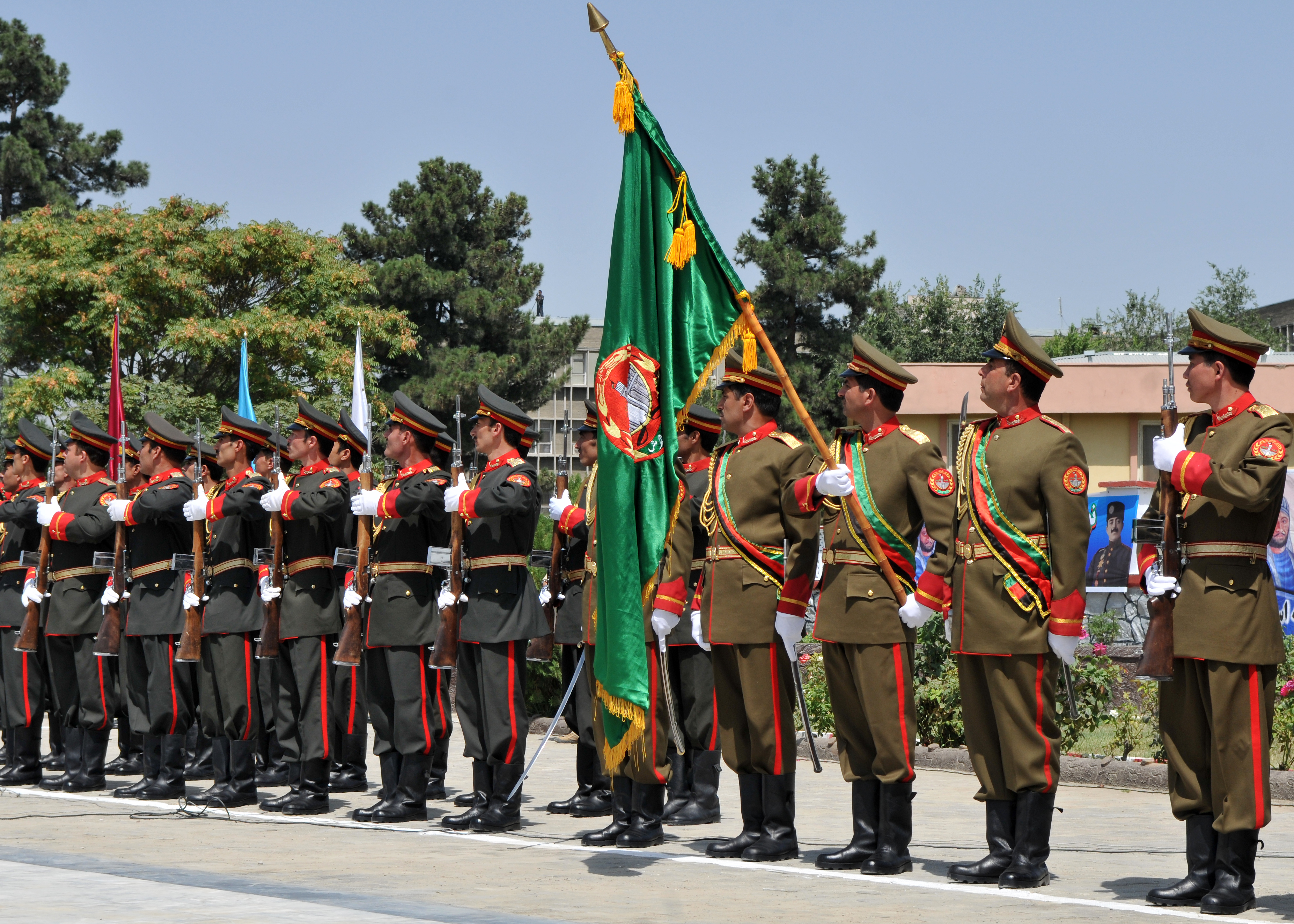
2011
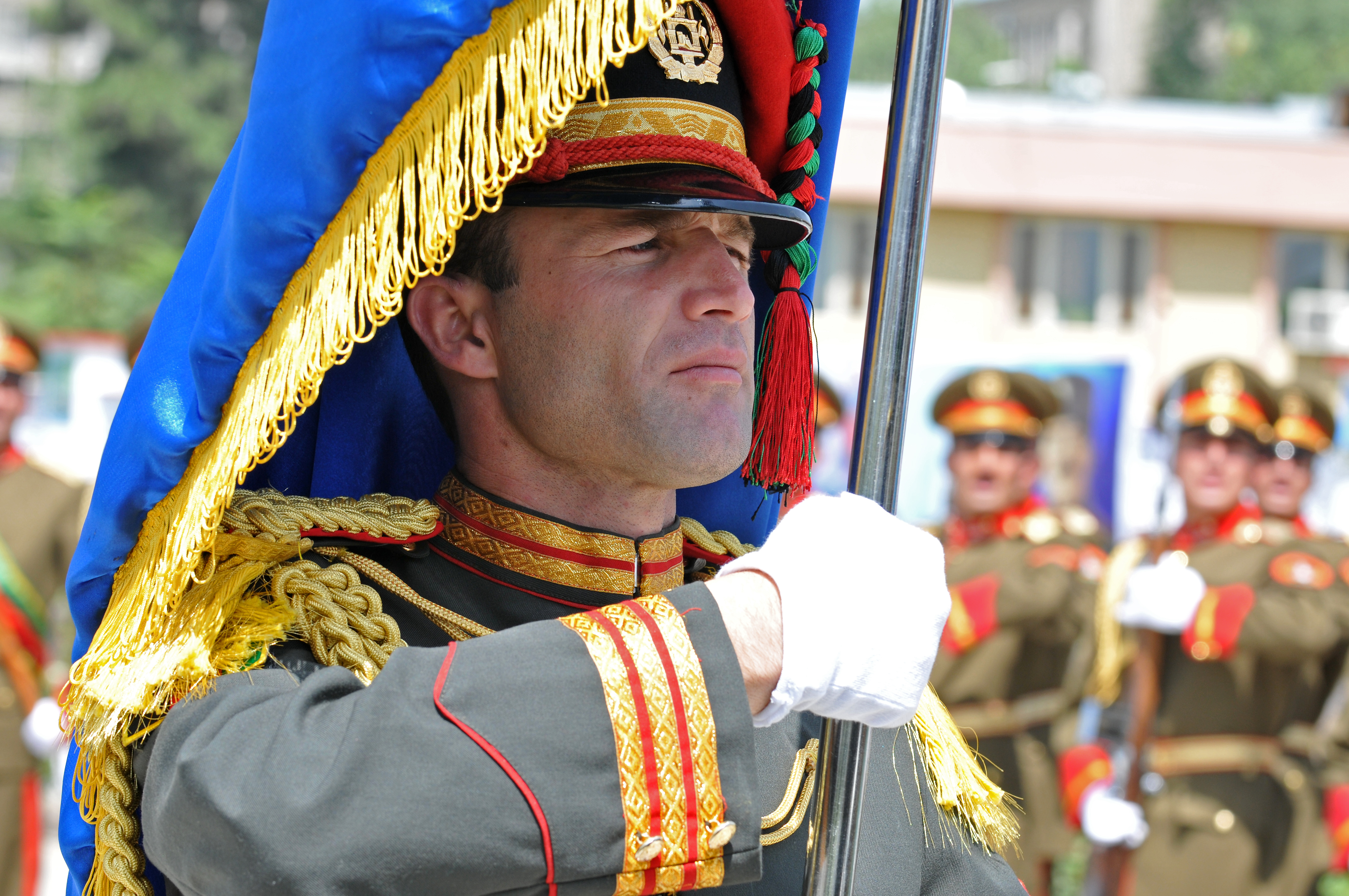
2011
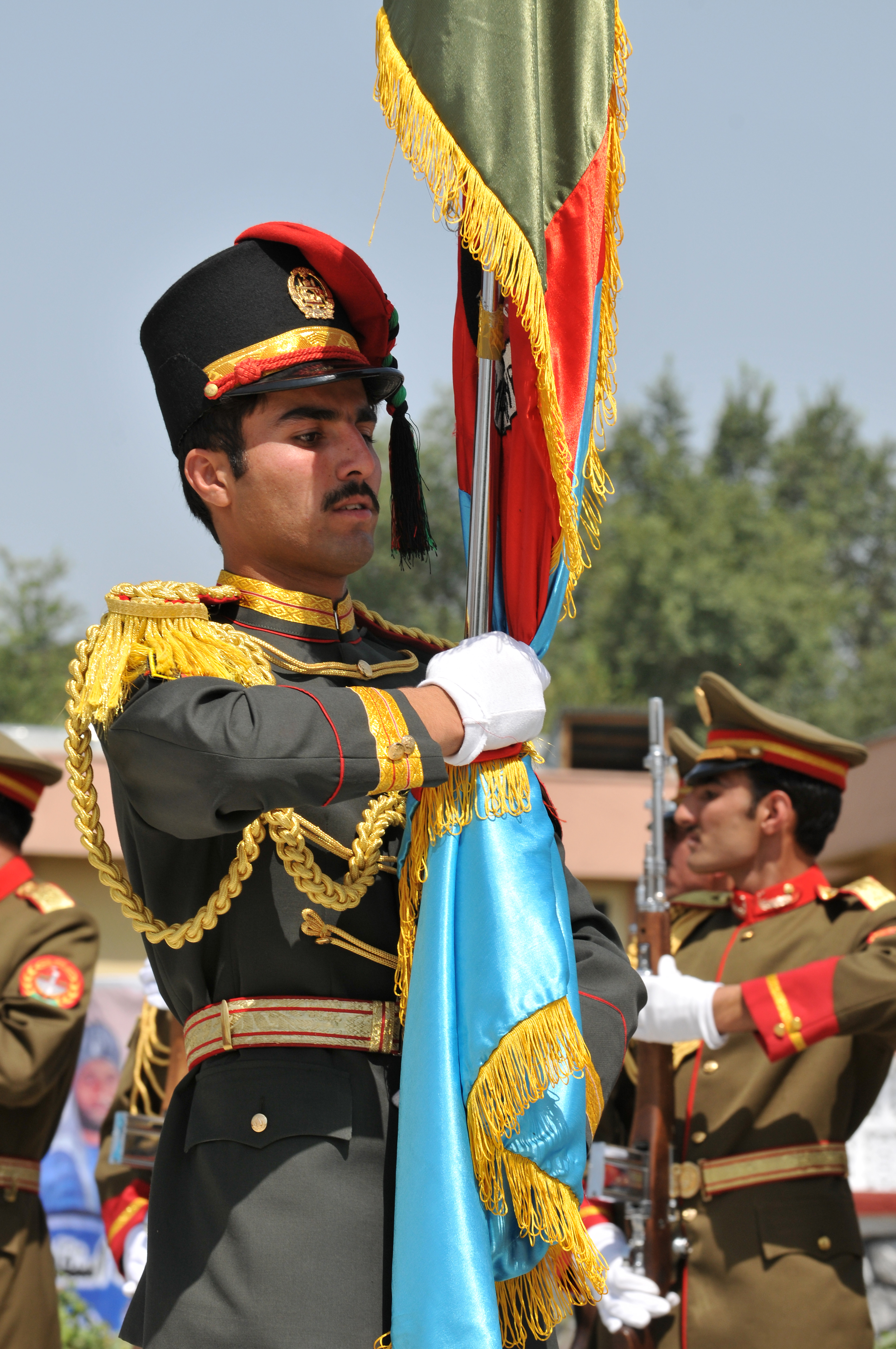
2011